# Vueling Airlines

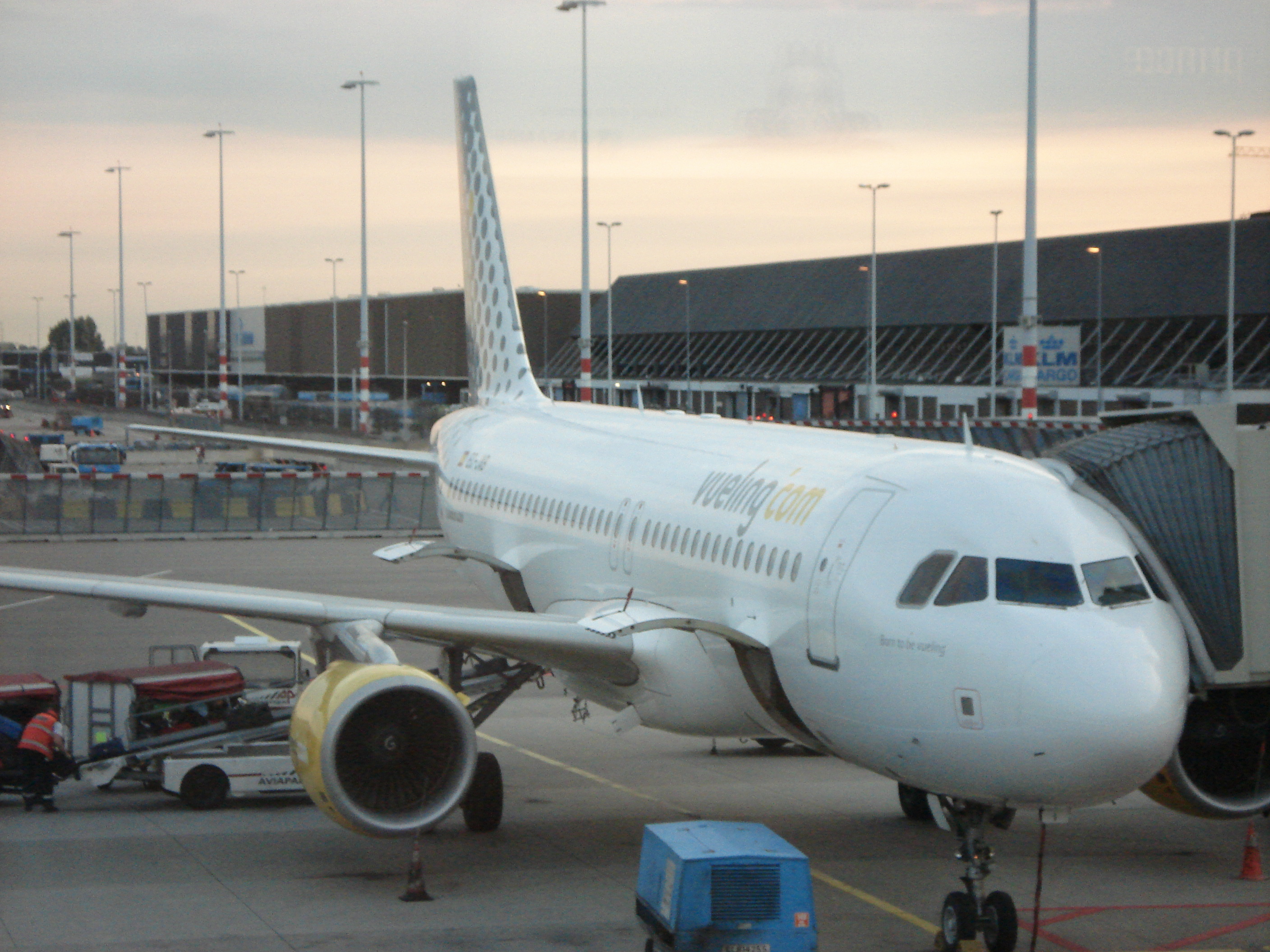
Airbus A320 w barwach Vueling w Amsterdamie

Vueling Airlines – tania hiszpańska linia lotnicza z siedzibą w Barcelonie, założona w 2004. Obsługuje połączenia z krajami Europy, Afryki Północnej, Bliskiego Wschodu oraz na Wyspy Kanaryjskie – w sumie blisko 100 połączeń. Główną bazą linii jest port lotniczy Barcelona.

## Historia
W 2009 linie Clickair i Vueling dokonały fuzji. Nowe linie używają nazwy i logo Vueling. W tym czasie Iberia posiadała 45,85% udziałów w nowym Vueling. W 2013 linia została przejęta przez IAG, hiszpańsko-brytyjski holding lotniczy. Vueling w latach 2014-2020 oferował dwa połączenia do Polski łącząc Barcelonę z Krakowem oraz Warszawą.

## Bazy operacyjne
Vueling posiada 12 baz operacyjnych. Węzłem przesiadkowym linii są porty lotnicze w Barcelonie i Rzymie.
| Państwo   | Kierunek               | Port lotniczy                             |
| --------- | ---------------------- | ----------------------------------------- |
| Francja   | Paryż                  | CDG Port lotniczy Paryż–Charles de Gaulle |
| Francja   | Paryż                  | ORY Port lotniczy Paryż–Orly              |
| Hiszpania | Alicante               | ALC Port lotniczy Alicante-Elche          |
| Hiszpania | Barcelona              | BCN Port lotniczy Barcelona–El Prat       |
| Hiszpania | Bilbao                 | BIO Port lotniczy Bilbao                  |
| Hiszpania | Malaga                 | AGP Port lotniczy Malaga                  |
| Hiszpania | Palma de Mallorca      | PMI Port lotniczy Palma de Mallorca       |
| Hiszpania | Santiago de Compostela | SCQ Port lotniczy Santiago de Compostela  |
| Hiszpania | Sewilla                | SVQ Port lotniczy Sewilla-San Pablo       |
| Hiszpania | Walencja               | VLC Port lotniczy Walencja                |
| Włochy    | Florencja              | FLR Port lotniczy Florencja-Peretola      |
| Włochy    | Rzym                   | FCO Port lotniczy Rzym-Fiumicino          |

## Flota
Według stanu na czerwiec 2025 flota Vueling składała się ze 141 samolotów o średnim wieku 11,4 lat:
| Samolot         | Samolot | Samolot   | Liczba miejsc | Liczba miejsc | Uwagi |
| Model           | Aktywne | Zamówione | E             | Łącznie       | Uwagi |
| --------------- | ------- | --------- | ------------- | ------------- | ----- |
| Airbus A319-100 | 6       | –         | 144           | 144           |       |
| Airbus A320-200 | 90      | 3         | 180           | 180           |       |
| Airbus A320-200 | 90      | 3         | 186           | 186           |       |
| Airbus A320neo  | 23      | –         | 186           | 186           |       |
| Airbus A321-200 | 18      | –         | 220           | 220           |       |
| Airbus A321neo  | 4       | –         | 236           | 236           |       |
| Łącznie         | 141     | 3         |               |               |       |